# مارگو
مارگو (به فرانسوی: Margaux) یک کامین در فرانسه است که در Canton of Castelnau-de-Médoc واقع شده‌است.

## خصوصیات
مارگو ۷٫۳۶ کیلومترمربع مساحت و ۱٬۴۷۹ نفر جمعیت دارد و ۱۶ متر بالاتر از سطح دریا واقع شده‌است.